# Їндржих Маудр
Їндржих Маудр (чеськ. Jindřich Maudr; нар. 10 січня 1906, Прага, Богемське королівство, Цислейтанія, Австро-Угорщина — 1 травня 1990) — чехословацький борець греко-римського стилю, разовий срібний та разовий бронзовий призер чемпіонатів світу, разовий срібний та разовий бронзовий призер чемпіонатів Європи, разовий срібний та разовий бронзовий призер Європейських ігор, разовий срібний та разовий бронзовий призер Кубків світу, учасник Олімпійських ігор.

## Життєпис
Уродженець Праги виріс у Вршовицях, де займався важкою атлетикою та футболом у місцевому спортивному клубі. Коли він у шістнадцять років став чемпіоном Чехословаччини серед молоді, то остаточно зупинився на боротьбі. Виступав у найлегшій ваговій категорії.
На початку 1930-х років почав займатися боротьбою у вищих вагових категоріях, на чемпіонаті Європи 1931 року в Празі здобув бронзу в категорії до 62 кг.

## Спортивні результати на міжнародних змаганнях

### Виступи на Олімпіадах
| Змагання                    | Збірна         | Вагова категорія                 | Місце              |
| --------------------------- | -------------- | -------------------------------- | ------------------ |
| Літні Олімпійські ігри 1928 | Чехословаччина | греко-римська боротьба, до 58 кг | Срібло             |
| Літні Олімпійські ігри 1932 | Чехословаччина | греко-римська боротьба, до 61 кг | не вийшов із групи |

### Виступи на Чемпіонатах Європи
| Змагання                         | Збірна         | Вагова категорія                 | Місце  |
| -------------------------------- | -------------- | -------------------------------- | ------ |
| Чемпіонат Європи з боротьби 1931 | Чехословаччина | греко-римська боротьба, до 61 кг | Бронза |